# Campeonato Argentino Súper 9 2013
El torneo Súper 9 de 2013 fue la tercera edición del campeonato organizado por la Unión Argentina de Rugby para las uniones regionales en la tercera división (Zona Desarrollo) del Campeonato Argentino de Mayores y el Campeonato Argentino Juvenil. El torneo se llevó a cabo entre el 28 y el 31 de marzo de 2013, en las instalaciones del Club Los Miuras de Junín, Provincia de Buenos Aires.
Debido a los cambios de formato en el Campeonato Argentino Juvenil, el intercambio de plazas del Súper 9 Juvenil se llevó a cabo con el Campeonato Argentino M17 en lugar del Campeonato Argentino M18, como se había dado en las temporadas anteriores.
El torneo de mayores fue ganado por la Unión de Rugby de los Lagos del Sur, que ganó la Copa de Oro al vencer 20-6 en la final a la Unión Andina de Rugby. El torneo de juveniles fue ganado por la Unión de Rugby de Misiones tras vencer en la Copa de Oro a la Unión de Rugby de los Lagos del Sur y la Unión Andina de Rugby.

## Equipos participantes
Disputaron este torneo nueve equipos tanto en Mayores como en Juveniles, correspondientes a las Zona Desarrollo del Campeonato Argentino de Mayores 2013 y Campeonato Argentino M17 2013, respectivamente. 
| Equipo           | Unión                               |
| ---------------- | ----------------------------------- |
| Andina           | Unión Andina de Rugby               |
| Austral          | Unión de Rugby Austral              |
| Formosa          | Unión de Rugby de Formosa           |
| Jujuy            | Unión Jujeña de Rugby               |
| Lagos del Sur    | Unión de Rugby de los Lagos del Sur |
| Misiones         | Unión de Rugby de Misiones          |
| San Luis         | Unión de Rugby San Luis             |
| Santa Cruz       | Unión Santacruceña de Rugby         |
| Tierra del Fuego | Unión de Rugby de Tierra del Fuego  |

| Equipo           | Unión                               |
| ---------------- | ----------------------------------- |
| Andina           | Unión Andina de Rugby               |
| Austral          | Unión de Rugby Austral              |
| Formosa          | Unión de Rugby de Formosa           |
| Jujuy            | Unión Jujeña de Rugby               |
| Lagos del Sur    | Unión de Rugby de los Lagos del Sur |
| Misiones         | Unión de Rugby de Misiones          |
| San Luis         | Unión de Rugby San Luis             |
| Santa Cruz       | Unión Santacruceña de Rugby         |
| Tierra del Fuego | Unión de Rugby de Tierra del Fuego  |

Ambos torneos contaron los mismos equipos debido al intercambio de plazas dados durante la temporada anterior. A pesar de esto, los torneos no compartieron programación, ya que los equipos fueron distribuidos en sus zonas de acuerdo a su clasificación final en 2012.

## Formato

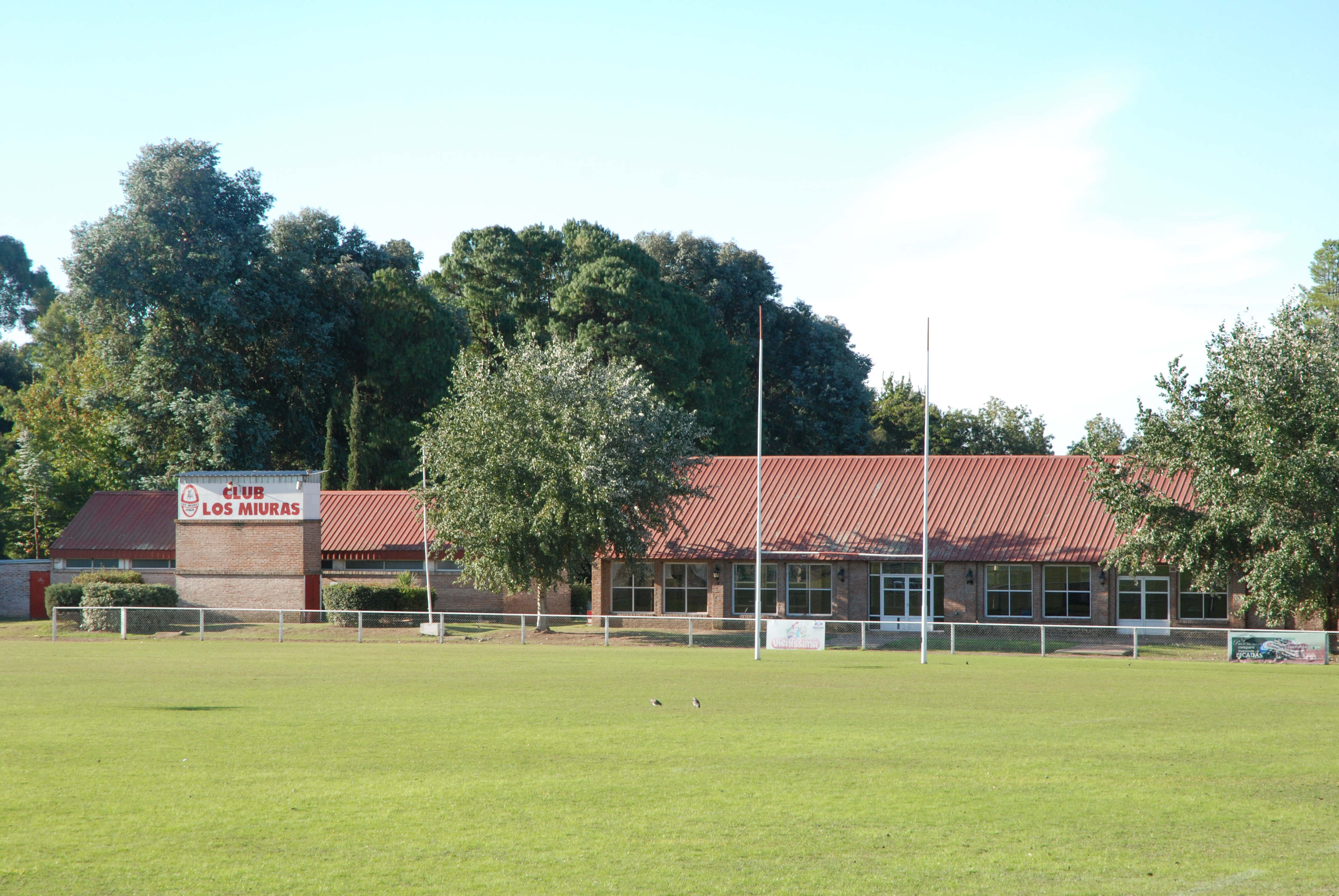
Cancha del Club Los Miuras de Junín, sede del torneo.

El torneo se jugó bajo el mismo formato tanto en Mayores como en Juveniles.
Primera fase
Durante la primera fase, los nueve equipos fueron divididos en tres zonas de tres equipos cada una. Cada zona se resolvió a través del sistema de todos contra todos a una sola ronda. Se otorgaron 2 puntos por partido ganado, 1 por partido empatado y 0 por partido perdido. No hubo puntos bonus. Los 1.º de cada zona clasificaron a las Copa de Oro, los 2.º a la Copa de Plata y los 3.º a la Copa de Bronce.
Fase final
La fase final estuvo divida en tres zonas: Copa de Oro, Plata y Bronce. Cada zona se resolvió bajo el mismo formato de la primera fase.  El ganador de cada zona se adjudicó su respectiva copa, con el campeón de la Copa de Oro siendo el campeón del torneo y ascendiendo a la Zona Ascenso de la siguiente temporada en su respectiva categoría.

## Mayores

### Primera fase
Zona 1
| Pos. | Equipos  | Partidos | Partidos | Partidos | Tantos | Tantos | Tantos | Pts. |
| Pos. | Equipos  | G        | E        | P        | PF     | PC     | DP     | Pts. |
| ---- | -------- | -------- | -------- | -------- | ------ | ------ | ------ | ---- |
| 1.°  | Andina   | 2        | 0        | 0        | 39     | 6      | +33    | 4    |
| 2.°  | San Luis | 1        | 0        | 1        | 30     | 13     | +17    | 2    |
| 3.°  | Jujuy    | 0        | 0        | 2        | 3      | 53     | -50    | 0    |

|  | Clasifica a Copa de Oro    |
|  | Clasifica a Copa de Plata  |
|  | Clasifica a Copa de Bronce |

| 30 de marzo | Andina | 10 - 6  | San Luis | Club Los Miuras, Junín |  |
|             |        | Reporte |          |                        |  |

| 30 de marzo | Jujuy | 3 - 24  | San Luis | Club Los Miuras, Junín |  |
|             |       | Reporte |          |                        |  |

| 30 de marzo | Andina | 29 - 0  | Jujuy | Club Los Miuras, Junín |  |
|             |        | Reporte |       |                        |  |

Zona 2
| Pos. | Equipos       | Partidos | Partidos | Partidos | Tantos | Tantos | Tantos | Pts. |
| Pos. | Equipos       | G        | E        | P        | PF     | PC     | DP     | Pts. |
| ---- | ------------- | -------- | -------- | -------- | ------ | ------ | ------ | ---- |
| 1.°  | Lagos del Sur | 2        | 0        | 0        | 75     | 0      | +75    | 4    |
| 2.°  | Misiones      | 1        | 0        | 1        | 37     | 31     | +6     | 2    |
| 3.°  | Santa Cruz    | 0        | 0        | 2        | 0      | 81     | -81    | 0    |

|  | Clasifica a Copa de Oro    |
|  | Clasifica a Copa de Plata  |
|  | Clasifica a Copa de Bronce |

| 30 de marzo | Misiones | 37 - 0  | Santa Cruz | Club Los Miuras, Junín |  |
|             |          | Reporte |            |                        |  |

| 30 de marzo | Lagos del Sur | 44 - 0  | Santa Cruz | Club Los Miuras, Junín |  |
|             |               | Reporte |            |                        |  |

| 30 de marzo | Misiones | 0 - 31  | Lagos del Sur | Club Los Miuras, Junín |  |
|             |          | Reporte |               |                        |  |

Zona 3
| Pos. | Equipos          | Partidos | Partidos | Partidos | Tantos | Tantos | Tantos | Pts. |
| Pos. | Equipos          | G        | E        | P        | PF     | PC     | DP     | Pts. |
| ---- | ---------------- | -------- | -------- | -------- | ------ | ------ | ------ | ---- |
| 1.°  | Austral          | 2        | 0        | 0        | 54     | 6      | +48    | 4    |
| 2.°  | Formosa          | 1        | 0        | 1        | 21     | 19     | +2     | 2    |
| 3.°  | Tierra del Fuego | 0        | 0        | 2        | 6      | 56     | -50    | 0    |

|  | Clasifica a Copa de Oro    |
|  | Clasifica a Copa de Plata  |
|  | Clasifica a Copa de Bronce |

| 30 de marzo | Formosa | 18 - 3  | Tierra del Fuego | Club Los Miuras, Junín |  |
|             |         | Reporte |                  |                        |  |

| 30 de marzo | Austral | 38 - 3  | Tierra del Fuego | Club Los Miuras, Junín |  |
|             |         | Reporte |                  |                        |  |

| 30 de marzo | Formosa | 3 - 16  | Austral | Club Los Miuras, Junín |  |
|             |         | Reporte |         |                        |  |

### Fase final
Copa de Oro
| Pos. | Equipos       | Partidos | Partidos | Partidos | Tantos | Tantos | Tantos | Pts. |
| Pos. | Equipos       | G        | E        | P        | PF     | PC     | DP     | Pts. |
| ---- | ------------- | -------- | -------- | -------- | ------ | ------ | ------ | ---- |
| 1.°  | Lagos del Sur | 2        | 0        | 0        | 36     | 6      | +30    | 4    |
| 2.°  | Andina        | 1        | 0        | 1        | 13     | 23     | -10    | 2    |
| 3.°  | Austral       | 0        | 0        | 2        | 3      | 23     | -20    | 0    |

|  | Campeón Copa de Oro |

| 1 de abril | Andina | 7 - 3   | Austral | Club Los Miuras, Junín |  |
|            |        | Reporte |         |                        |  |

| 1 de abril | Lagos del Sur | 16 - 0  | Austral | Club Los Miuras, Junín |  |
|            |               | Reporte |         |                        |  |

| 1 de abril | Andina | 6 - 20  | Lagos del Sur | Club Los Miuras, Junín |  |
|            |        | Reporte |               |                        |  |

Copa de Plata
| Pos. | Equipos  | Partidos | Partidos | Partidos | Tantos | Tantos | Tantos | Pts. |
| Pos. | Equipos  | G        | E        | P        | PF     | PC     | DP     | Pts. |
| ---- | -------- | -------- | -------- | -------- | ------ | ------ | ------ | ---- |
| 1.°  | San Luis | 1        | 1        | 0        | 17     | 9      | +8     | 3    |
| 2.°  | Misiones | 1        | 0        | 1        | 9      | 11     | -2     | 2    |
| 3.°  | Formosa  | 0        | 1        | 1        | 6      | 12     | -6     | 1    |

|  | Campeón Copa de Plata |

| 1 de abril | San Luis | 6- 6    | Formosa | Club Los Miuras, Junín |  |
|            |          | Reporte |         |                        |  |

| 1 de abril | Misiones | 6 - 0   | Formosa | Club Los Miuras, Junín |  |
|            |          | Reporte |         |                        |  |

| 1 de abril | San Luis | 11 - 3  | Misiones | Club Los Miuras, Junín |  |
|            |          | Reporte |          |                        |  |

Copa de Bronce
| Pos. | Equipos          | Partidos | Partidos | Partidos | Tantos | Tantos | Tantos | Pts. |
| Pos. | Equipos          | G        | E        | P        | PF     | PC     | DP     | Pts. |
| ---- | ---------------- | -------- | -------- | -------- | ------ | ------ | ------ | ---- |
| 1.°  | Tierra del Fuego | 2        | 0        | 0        | 49     | 5      | +44    | 4    |
| 2.°  | Santa Cruz       | 1        | 0        | 1        | 11     | 25     | -14    | 2    |
| 3.°  | Jujuy            | 0        | 0        | 2        | 0      | 30     | -30    | 0    |

|  | Campeón Copa de Bronce |

| 1 de abril | Jujuy | 0 - 24  | Tierra del Fuego | Club Los Miuras, Junín |  |
|            |       | Reporte |                  |                        |  |

| 1 de abril | Santa Cruz | 5 - 25  | Tierra del Fuego | Club Los Miuras, Junín |  |
|            |            | Reporte |                  |                        |  |

| 1 de abril | Jujuy | 0 - 6   | Santa Cruz | Club Los Miuras, Junín |  |
|            |       | Reporte |            |                        |  |

### Tabla de posiciones
| 1.° | Lagos del Sur    | 4 | 0 | 0 | 111 | 6   | +105 | 8 |
| 2.° | Andina           | 3 | 0 | 1 | 52  | 29  | +23  | 6 |
| 3.° | Austral          | 2 | 0 | 2 | 57  | 29  | +28  | 4 |
| 4.° | San Luis         | 2 | 1 | 1 | 47  | 22  | +25  | 5 |
| 5.° | Misiones         | 2 | 0 | 2 | 46  | 42  | +4   | 4 |
| 6.° | Formosa          | 1 | 1 | 2 | 27  | 31  | -4   | 3 |
| 7.° | Tierra del Fuego | 2 | 0 | 2 | 55  | 61  | -6   | 4 |
| 8.° | Santa Cruz       | 1 | 0 | 3 | 11  | 106 | -95  | 2 |
| 9.° | Jujuy            | 0 | 0 | 4 | 3   | 83  | -80  | 0 |

|  | Campeón Copa de Oro y asciende a Zona Ascenso 2014. |
|  | Campeón Copa de Plata.                              |
|  | Campeón Copa de Bronce.                             |

|                               |
| Lagos del Sur Campeón Súper 9 |
| Primer título                 |

## Juveniles
Zona 1
| Pos. | Equipos       | Partidos | Partidos | Partidos | Tantos | Tantos | Tantos | Pts. |
| Pos. | Equipos       | G        | E        | P        | PF     | PC     | DP     | Pts. |
| ---- | ------------- | -------- | -------- | -------- | ------ | ------ | ------ | ---- |
| 1.°  | Lagos del Sur | 2        | 0        | 0        | 50     | 0      | +50    | 4    |
| 2.°  | San Luis      | 1        | 0        | 1        | 30     | 30     | +0     | 2    |
| 3.°  | Formosa       | 0        | 0        | 2        | 5      | 55     | -50    | 0    |

|  | Clasifica a Copa de Oro    |
|  | Clasifica a Copa de Plata  |
|  | Clasifica a Copa de Bronce |

| 29 de marzo | Lagos del Sur | 25 - 0  | Formosa | Club Los Miuras, Junín |  |
|             |               | Reporte |         |                        |  |

| 29 de marzo | San Luis | 30 - 5  | Formosa | Club Los Miuras, Junín |  |
|             |          | Reporte |         |                        |  |

| 29 de marzo | Lagos del Sur | 25 - 0  | San Luis | Club Los Miuras, Junín |  |
|             |               | Reporte |          |                        |  |

Zona 2
| Pos. | Equipos          | Partidos | Partidos | Partidos | Tantos | Tantos | Tantos | Pts. |
| Pos. | Equipos          | G        | E        | P        | PF     | PC     | DP     | Pts. |
| ---- | ---------------- | -------- | -------- | -------- | ------ | ------ | ------ | ---- |
| 1.°  | Andina           | 2        | 0        | 0        | 30     | 8      | +22    | 4    |
| 2.°  | Tierra del Fuego | 1        | 0        | 1        | 22     | 27     | -5     | 2    |
| 3.°  | Jujuy            | 0        | 0        | 2        | 15     | 32     | -17    | 0    |

|  | Clasifica a Copa de Oro    |
|  | Clasifica a Copa de Plata  |
|  | Clasifica a Copa de Bronce |

| 29 de marzo | Tierra del Fuego | 17 - 12 | Jujuy | Club Los Miuras, Junín |  |
|             |                  | Reporte |       |                        |  |

| 29 de marzo | Andina | 15 - 3  | Jujuy | Club Los Miuras, Junín |  |
|             |        | Reporte |       |                        |  |

| 29 de marzo | Tierra del Fuego | 5 - 15  | Andina | Club Los Miuras, Junín |  |
|             |                  | Reporte |        |                        |  |

Zona 3
| Pos. | Equipos    | Partidos | Partidos | Partidos | Tantos | Tantos | Tantos | Pts. |
| Pos. | Equipos    | G        | E        | P        | PF     | PC     | DP     | Pts. |
| ---- | ---------- | -------- | -------- | -------- | ------ | ------ | ------ | ---- |
| 1.°  | Misiones   | 2        | 0        | 0        | 89     | 0      | +89    | 4    |
| 2.°  | Austral    | 1        | 0        | 1        | 22     | 29     | -7     | 2    |
| 3.°  | Santa Cruz | 0        | 0        | 2        | 0      | 82     | -82    | 0    |

|  | Clasifica a Copa de Oro    |
|  | Clasifica a Copa de Plata  |
|  | Clasifica a Copa de Bronce |

| 29 de marzo | Austral | 22 - 0  | Santa Cruz | Club Los Miuras, Junín |  |
|             |         | Reporte |            |                        |  |

| 29 de marzo | Misiones | 60 - 0  | Santa Cruz | Club Los Miuras, Junín |  |
|             |          | Reporte |            |                        |  |

| 29 de marzo | Austral | 0 - 29  | Misiones | Club Los Miuras, Junín |  |
|             |         | Reporte |          |                        |  |

### Fase final
Copa de Oro
| Pos. | Equipos       | Partidos | Partidos | Partidos | Tantos | Tantos | Tantos | Pts. |
| Pos. | Equipos       | G        | E        | P        | PF     | PC     | DP     | Pts. |
| ---- | ------------- | -------- | -------- | -------- | ------ | ------ | ------ | ---- |
| 1.°  | Misiones      | 2        | 0        | 0        | 20     | 10     | +10    | 4    |
| 2.°  | Lagos del Sur | 1        | 0        | 1        | 20     | 18     | +2     | 2    |
| 3.°  | Andina        | 0        | 0        | 2        | 15     | 27     | -12    | 0    |

|  | Campeón Copa de Oro |

| 1 de abril | Lagos del Sur | 5 - 8   | Misiones | Club Los Miuras, Junín |  |
|            |               | Reporte |          |                        |  |

| 1 de abril | Andina | 5 - 12  | Misiones | Club Los Miuras, Junín |  |
|            |        | Reporte |          |                        |  |

| 1 de abril | Lagos del Sur | 15 - 10 | Andina | Club Los Miuras, Junín |  |
|            |               | Reporte |        |                        |  |

Copa de Plata
| Pos. | Equipos          | Partidos | Partidos | Partidos | Tantos | Tantos | Tantos | Pts. |
| Pos. | Equipos          | G        | E        | P        | PF     | PC     | DP     | Pts. |
| ---- | ---------------- | -------- | -------- | -------- | ------ | ------ | ------ | ---- |
| 1.°  | Tierra del Fuego | 2        | 0        | 0        | 27     | 0      | +27    | 4    |
| 2.°  | San Luis         | 1        | 0        | 1        | 10     | 5      | +5     | 2    |
| 3.°  | Austral          | 0        | 0        | 2        | 0      | 32     | -32    | 0    |

|  | Campeón Copa de Plata |

| 1 de abril | San Luis | 10 - 0  | Austral | Club Los Miuras, Junín |  |
|            |          | Reporte |         |                        |  |

| 1 de abril | Tierra del Fuego | 22 - 0  | Austral | Club Los Miuras, Junín |  |
|            |                  | Reporte |         |                        |  |

| 1 de abril | San Luis | 0 - 5   | Tierra del Fuego | Club Los Miuras, Junín |  |
|            |          | Reporte |                  |                        |  |

Copa de Bronce
| Pos. | Equipos    | Partidos | Partidos | Partidos | Tantos | Tantos | Tantos | Pts. |
| Pos. | Equipos    | G        | E        | P        | PF     | PC     | DP     | Pts. |
| ---- | ---------- | -------- | -------- | -------- | ------ | ------ | ------ | ---- |
| 1.°  | Jujuy      | 2        | 0        | 0        | 64     | 0      | +64    | 4    |
| 2.°  | Formosa    | 1        | 0        | 1        | 8      | 26     | -18    | 2    |
| 3.°  | Santa Cruz | 0        | 0        | 2        | 0      | 46     | -46    | 0    |

|  | Campeón Copa de Bronce |

| 1 de abril | Formosa | 8 - 0   | Santa Cruz | Club Los Miuras, Junín |  |
|            |         | Reporte |            |                        |  |

| 1 de abril | Jujuy | 38 - 0  | Santa Cruz | Club Los Miuras, Junín |  |
|            |       | Reporte |            |                        |  |

| 1 de abril | Formosa | 0 - 26  | Jujuy | Club Los Miuras, Junín |  |
|            |         | Reporte |       |                        |  |

### Tabla de posiciones
| 1.° | Misiones         | 4 | 0 | 0 | 109 | 10  | +99  | 8 |
| 2.° | Lagos del Sur    | 3 | 0 | 1 | 70  | 18  | +52  | 6 |
| 3.° | Andina           | 2 | 0 | 2 | 45  | 35  | +10  | 4 |
| 4.° | Tierra del Fuego | 3 | 0 | 1 | 49  | 27  | +22  | 6 |
| 5.° | San Luis         | 2 | 0 | 2 | 40  | 35  | +5   | 4 |
| 6.° | Austral          | 1 | 0 | 3 | 22  | 61  | -39  | 2 |
| 7.° | Jujuy            | 2 | 0 | 2 | 79  | 32  | +47  | 4 |
| 8.° | Formosa          | 1 | 0 | 3 | 13  | 81  | -68  | 2 |
| 9.° | Santa Cruz       | 0 | 0 | 4 | 0   | 128 | -128 | 0 |

|  | Campeón Copa de Oro y asciende a Zona Ascenso 2014. |
|  | Campeón Copa de Plata.                              |
|  | Campeón Copa de Bronce.                             |

| Bandera de la Provincia de Misiones |
| Misiones Campeón Súper 9 Juvenil    |
| Primer título                       |